# Niarn
Niels Roos (født  10. juli 1979 i Gug i Aalborg), tidligere kendt som Niarn, er en dansk rapper, forfatter, foredragsholder og tidligere radiovært.

## Biografi
Inden Niels Roos blev rapper, var han guitarist i et punkband, hvor hans karriere dog var kort. Den sluttede angiveligt ved en koncert, hvor han kom til at "kortslutte" strømmen. Det fik en guitarist fra et andet band til at gå hen til Roos og sige, at han var ynkelig at se på, hvilket fik Roos til at slå det andet bandmedlem ned. [kilde mangler]
Som ung blev Roos mere og mere involveret i kriminalitet, blandt andet graffiti og biltyverier.[kilde mangler] Det blev dog udskiftet med mixerpulte og mikrofoner i 1995, da han sammen med sin gamle ven Mark Urban startede gruppen Håndlangerne, som de følgende fem år turnerede landet tyndt ved at besøge diverse live-jams, og på den måde blev de et forholdsvis stort navn i Danmark.
Niels Roos gik på Gug Skole i sine første år (indtil 7. klasse), men blev smidt ud herfra på grund af kriminalitet. Derefter gik han på Vester Mariendal Skole til og med 9. klasse. I 1994 droppede han ud af 10. klasse på efterskolen i Dronninglund, og i 1996 tog han HG1 på Aalborg Handelsskole. I 1997 startede han på Aalborghus Gymnasium, som han forlod i 1999 som HF-student.

### Musikalske karriere
I 1999 fandt Niels Roos sammen med Jonny Hefty, som tog ham med på den Hængerøv og Håndtegn-tour, der også havde deltagelse af navne som Jøden, PTA, Kazpa G og Kong Winther. Roos fik etableret sig som Niarn i denne forbindelse.
I 2001 flyttede Roos til København for at realisere sin drøm om at leve af musikken. Allerede efter et par år, hvor han havde gæsteoptrådt på andres udgivelser, udgav han sin første soloudgivelse, Glenn Francisco EP'en i samarbejde med Run For Cover Records
Roos blev i 2002 dømt for vold på en bar i Aalborg, da han kom op og toppes med en anden dansk rapper Strøm, der havde en fælles veninde ved sin side. Roos ville slå Strøm, men han dukkede sig, så Niarn ramte deres veninde.
I efteråret 2003 blev Niarn ringet op af den danske rapper Jokeren, der spurgte om han ville deltage i et remix af sit store hit Havnen, og repræsentere Aalborg. Det gjorde han sammen med L.O.C. der repræsenterede Århus, mens Jokeren selv repræsenterede København. Sangen blev et kæmpehit, og var for alvor med til at gøre Niarn kendt i hele Danmark. 
Roos udgav i 2004, under hans rapper-alias Niarn, sit debutalbum kaldet Årgang '79. Albummet blev udgivet i samarbejde med Copenhagen Records og Sundsdal. Roos drøm om at udgive et soloalbum på et stort pladeselskab gik i opfyldelse. 10. august 2005 – ca. 10 mdr. efter Årgang '79 udkom, var pladen blevet solgt i 25.000 eksemplarer, hvilket indbragte Roos en guldplade. Senere udkom albummet Antihelt, der blev en lige så stor succes. Denne plade blev også udgivet under Copenhagen Records.
I forbindelse med udgivelsen af Antihelt grundlagde Roos i samarbejde med Sundsdal crewet Blok13, som startede med Razz' tidligere danser LASG, men som senere hen droppede ud på grund af uoverensstemmelser (høres sammen på nummeret BLOK 13[kilde mangler]), hvor AMP kom med på et nyere udgave af nummeret og på musikvideoen.
Den 9. marts 2009 udgav Roos sit fjerde album Rød Aalborg. På albummet gæstede også Blok13-crewets medlemmer Klingen og AMP. Pladen er udgivet af Copenhagen Records og produceret af Sundsdal.
Sent om aften torsdag den 21. august 2009 blev Roos ramt af et strejfskud på Jægersborggade, Nørrebro. Han kom gående igennem en visitationszone, da politiet ville se om han havde noget på sig. Betjenten fandt ikke noget, og mens de snakkede kom der en skikkelse som stod med en pistol i hånden. Da Roos prøvede at løbe væk, blev han ramt.

### Efter Rød Aalborg
I 2010 medvirkede Roos i det danske tv-program AllStars, hvor han repræsenterede sin hjemby Aalborg. Også i 2010 lavede Roos en single med Kon:trast, singlen hedder Nitro.
Den 5. maj 2011 blev Roos præsenteret som en del af det nye morgenhold på den nordjyske radiostation, ANR sammen med Anne Kejser, Geo og Niels Skovmand under navnet Anne og de herreløse hunde. Roos blev senere afskediget fra programmet, angiveligt fordi han mødte beruset og påvirket op på arbejde, men dette senere blev dementeret.
De seneste par år har Roos udgivet singlerne "Ikk' Ny Til Det" (2012) og "Pænt Grim" (2013). Han udgav afskedssinglen "Ingen tårer Ingen ord" den 22. september 2014. 6. oktober samme år udkom opsamlingsalbummet "Kommer aldrig igen".

### Karrierestop (Næsten)
Den 18. september 2014 kunne Niels Roos på direkte tv i Aftenshowet på DR1 meddele, at han stopper karrieren under navnet Niarn. Det skete som følge af, at han den 23. juni 2013 blev indlagt med betændelse i bugspytkirtlen efter flere års misbrug af alkohol og stoffer.
Efter at have været i behandling besluttede Niels Roos også at droppe navnet "Niarn", da det omfattede alt det negative, destruktive og dystre, har Roos fortalt i et interview. Han udgav sit sidste studiealbum, Kommer aldrig igen, den 6. oktober 2014. Efterfølgende har han fået en datter.
Siden han stoppede sin musikkarriere har han udgivet bogen "Mit liv, mine regler" og holdt foredrag om sit misbrug.
I januar 2022 overraskede Niarn ved at udgive albummet "Stadig årgang '79" med 13 nye numre.

## Diskografi

### Studiealbums
| Titel              | Album detaljer                                                                   | Højeste placering |
| Titel              | Album detaljer                                                                   | Danmark           |
| ------------------ | -------------------------------------------------------------------------------- | ----------------- |
| Glenn Francisco    | - Udgivet: 2002 - Selskab: Run For Cover Records - Format: CD, download          | —                 |
| Årgang '79         | - Udgivet: 11. oktober 2004 - Selskab: Copenhagen Records - Format: CD, download | 17                |
| Antihelt           | - Udgivet: 7. august 2006 - Selskab: Copenhagen Records - Format: CD, download   | 1                 |
| Rød Aalborg        | - Udgivet: 9. marts 2009 - Selskab: Copenhagen Records - Format: CD, download    | 7                 |
| Kommer aldrig igen | - Udgivet: 6. oktober 2014 - Selskab: U&I, Warner Music - Format: CD, download   | 17                |
| Stadig årgang '79  | Udgivet: 14. januar 2022                                                         | -                 |

### Singler
- Blow Min High (2004)
- Dobbelt A (2004)
- Kommer Aldrig Igen (2005)
- Mit Liv Mine Regler (2005)
- Antihelt (2006)
- Bare Sig Til (2006)
- Blok 13 (featuring LasG & AMP) (2007)
- Undskyld (Jeg Var Fuld) (2008)
- Moderne (2009)
- Dine Øjne Siger Alt (featuring Andee) (2009)
- Ik Ny Til Det (2012)
- Pænt Grim (2013)
- Ingen tårer Ingen ord (feat. Pia Cohn / Bifrost) (2014)
- Der er ik' noget der er så skidt at en druktur ik' ka' gøre det endnu værre (udgivet som Niels Roos) (2018)

### Involveret som Feature
- 2000 – Jonny Hefty – Hœngerøv og Håndtegn (Kroner & Ører)
  - Medvirker på Gug stil
- 2000 – Komplikation – Kølig Kumpaner (Kølig Grammofon)
  - Medvirker på Hva' ka' mere ske, som en del af Håndlangerne
- 2001 – Diverse – Dogmelistic (Chill.dk)
  - Medvirker på flere numre
- 2001 – U$O – Mr. Mista ($kandalø$)
  - Medvirker på Mr. Mista
- 2002 – Diverse – 24 Karat (Run For Cover Records)
  - Medvirker på Lige ud af landevejen
- 2002 – Mester Jacob – Mesterhak (Playground)
  - Medvirker på Mesterhak
- 2002 – Pimp-A-Lot – Uden om Systemet (Pimp-A-Lot)
  - Medvirker på Rygerholiker
  - Medvirker på Bawler På Jer
- 2002 – Rockstarz – Drømmen lever - Mareridtet fortsætter (DanmarksRadio)
  - Bagmand i projektet sammen med Jonny Hefty, Jøden og Chief 1
- 2003 – Diverse – Så Ka I Lære Det (Playground)
  - Medvirker på Så Ka' I Lœre Det
- 2003 – Gug tang clan – 9 Kilo Bongmix (Gug tang clan)
  - Medvirker på flere numre
- 2005 – U$O – JegvilgerneDuvilgerneViskalgerne
  - Medvirker på Ka' Du Ikk' Li' Mig – Fordi Jeg Har ADHD?
- 2005 – Jokeren – Gigolo Jesus
  - Medvirker på Gravøl
- 2011 – Klingen – Når Lyset Slukker
  - Medvirker på Engle Smiler
- 2012 – USO – Fuldt Hus
  - Medvirker på Fuldt Hus